# Lördagsmagasinet
Lördagsmagasinet var en illustrerad populär tidskrift, som utkom 1836–1838 samt 1842 på L.J. Hiertas förlag med årligen 50 nummer (om åtta sidor i tvåspaltig oktav). Ansvarig utgivare var extra ordinarie kammarskrivaren J. Lind.